# Chirista
Chirista is een geslacht van rechtvleugeligen uit de familie veldsprinkhanen (Acrididae). De wetenschappelijke naam van dit geslacht is voor het eerst geldig gepubliceerd in 1893 door Karsch.

## Soorten
Het geslacht Chirista  is monotypisch en omvat slechts de volgende soort:
- Chirista compta (Walker, 1870)